# Gwiazdozbiór Liska
Lisek (łac. Vulpecula, dop. Vulpeculae, skrót Vul, inna używana nazwa Lis) – niezbyt jasny, 55. co do wielkości, gwiazdozbiór nieba północnego, wprowadzony w 1687 roku, przez gdańskiego astronoma Jana Heweliusza, opublikowany w 1690 roku, pod pierwotną nazwą Lisek z Gęsią, w pośmiertnie wydanym atlasie Firmamentum Sobiescianum. Znajduje się on wewnątrz formacji „Trójkąta letniego”. Liczba gwiazd dostrzegalnych nieuzbrojonym okiem: około 45. Widoczny w Polsce od wiosny do jesieni.

## Gwiazdy Liska

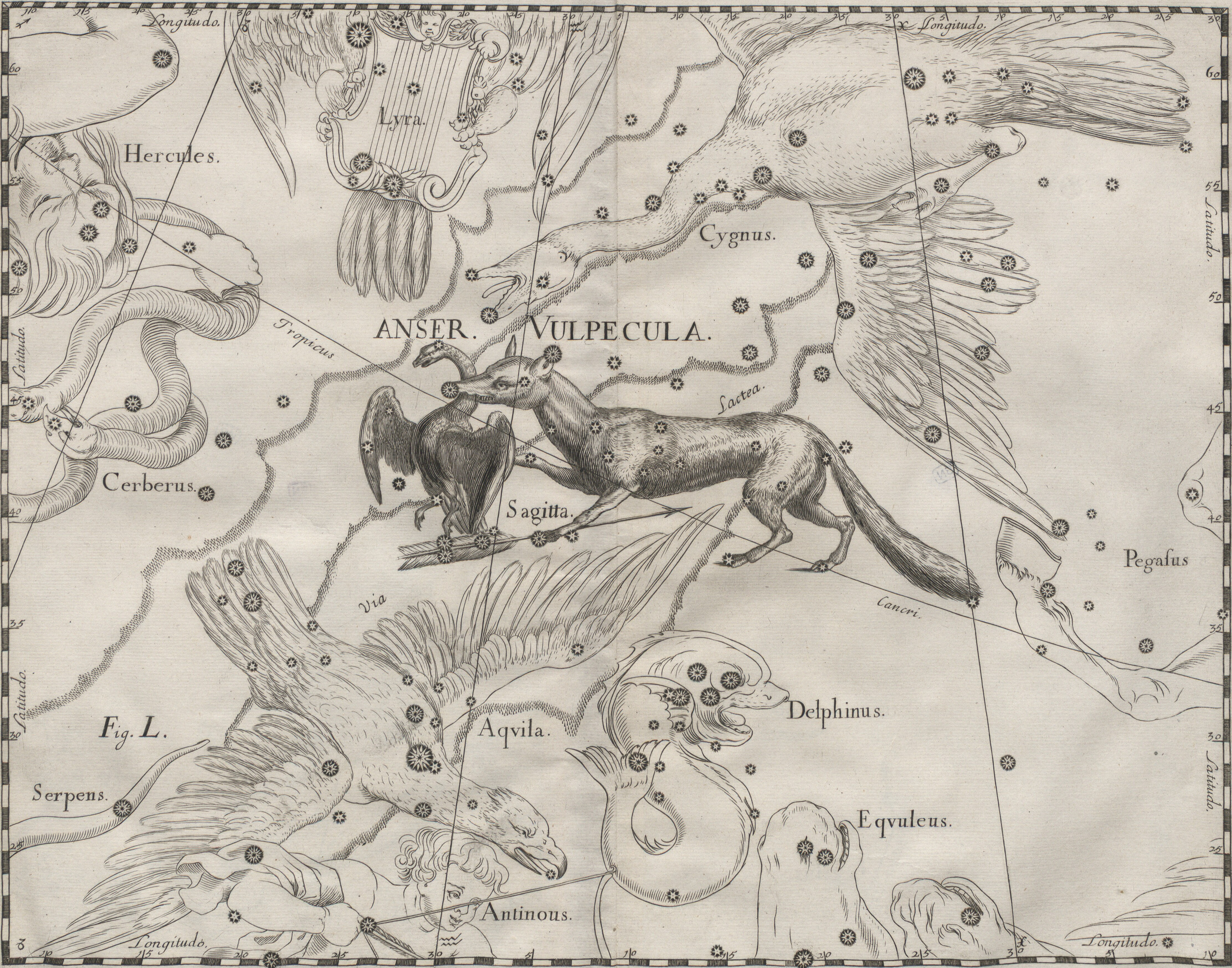
Ilustracja Jana Heweliusza

Lisek jest wykrojony z Drogi Mlecznej w Łabędziu pomiędzy Strzałą a betą Łabędzia. Na granicy Liska i Strzały znajduje się grupa gwiazd, układająca się w kształt haka, widoczna przez małą lunetę, nazywana też gromada Wieszak.
- Najjaśniejszą gwiazdą tej konstelacji jest Alfa Vulpeculae (Anser) o jasności 4,44m, czerwony olbrzym odległy od Układu Słonecznego o 295 lat świetlnych. Nazwa tej gwiazdy oznacza po łacinie gęś. Początkowo cały gwiazdozbiór nosił nazwę „Lisek z Gęsią” (łac. Vulpecula cum Ansere) w pośmiertnie wydanym atlasie Firmamentum Sobiescianum. Owa gęś znajdowała się w pysku lisa. Po zmianie nazwy gwiazdozbioru na „Lisek”, gęś pozostała jako nazwa jego najjaśniejszej gwiazdy. Obok niej leży 8 Vul, pomarańczowy olbrzym szóstej wielkości, położony w odległości 484 lat świetlnych[2]. Obie znajdują się w różnych odległościach od Słońca, więc nie są ze sobą związane.
- T Vul to żółto-biały nadolbrzym z grupy cefeid, którego wielkość gwiazdowa zmienia się co 4,4 dnia. Położony w odległości 1700 lat świetlnych od Słońca[2].

## Interesujące obiekty
- asteryzm zwany Gromadą BrocChiego lub Wieszakiem (od kształtu przypominającego wieszak na ubrania)[4]. Collinder 399 (Gromada BrocChiego) składa się z 10 gwiazd o jasności od 5 do 7m. Jest widoczny przez lornetkę na granicy Liska i Strzały. Sześć gwiazd tworzy niemal prostą linię, rozciągającą się na długości równej trzem średnicom tarczy Księżyca. Z środka drążka wychodzi zagięty łańcuch czterech gwiazd, tworząc haczyk Wieszaka. Najjaśniejszym składnikiem asteryzmu jest 4 Vul piątej wielkości, znajdujący się w haczyku. Gwiazdy znajdują się w odległości od około 200 do ponad 1000 lat świetlnych, w związku z tym nie tworzą prawdziwej gromady, a tylko zgrupowanie optyczne[2].
- M27 (NGC 6853, mgławica Hantle lub Mgławica Podwójny Dzwon) – jasna i rozległa mgławica planetarna o jasności 8m i średnicy kątowej 7,5' (1/4 średnicy Księżyca w pełni), odległa o 1250 lat świetlnych. Jej nazwa bierze się z kształtu, widocznego na fotografiach. M27 pobudza do świecenia centralna gwiazda 13m, która przed około 50 tysiącami lat gwałtownie odrzuciła zewnętrzne warstwy swej materii. Obiekt rozszerza się z ogromną prędkością, 27 km/s[3]. Przez lornetkę wygląda jak eliptyczna, nieco zamglona świetlista plamka[2].
- Gromada otwarta NGC 6940 ma wielkość 6,3 i średnicę kątową niemal połowy Księżyca. Znajduje się w niej około 170 gwiazd. Gromada ma kształt wzdętej litery Y, bo każde z ramion Y jest chmurą iskierek, a nie linią. Centrum gromady znaczy pomarańczowa gwiazda[1].

W 1967 roku w obrębie tej konstelacji angielscy radioastronomowie odkryli pierwszego pulsara. Jest położony około półtora stopnia na północ od Gromady BrocChiego.